# Luzula traversii
Luzula traversii là một loài thực vật có hoa trong họ Juncaceae. Loài này được (Buchenau) Cheeseman mô tả khoa học đầu tiên năm 1925.